# Francesco Layolle
Francesco Layolle [dell’Aiolle, dell’Aiolli, dell’Ajolle, dell’Aiuola] est un compositeur et organiste florentin, né à Florence le 4 mars 1492, actif à Florence et à Lyon et mort dans cette ville avant 1540.

## Biographie

### Florence (1492-1518?)
Layolle est baptisé le 4 mars 1492 (n. st.) à Santa Maria del Fiore, fils de Agniolo Aiolle ; il est nommé à treize ans (1505) chanteur de la Basilique de la Santissima Annunziata de Florence. Là il reçoit probablement des leçons du compositeur et organiste Bartolomeo degli Organi (1474-1539), musicien très influent à Florence et père d’instrumentistes réputés. Quelques années plus tard, Layolle épouse Maddalena Arrighi, jeune belle-sœur de son maître. Layolle acquiert graduellement une solide réputation de musicien et de compositeur ; entre autres élèves il enseigne à l’orfèvre Benvenuto Cellini, qui parle de lui élogieusement dans une version intermédiaire de ses mémoires
Layolle reste à Florence jusqu’en avril 1518 au moins. Il se lie d’amitié avec plusieurs artistes ou hommes de lettres, parmi lesquels le poète Luigi Alamanni - qui lui dédie le sonnet Aiolle mio gentil cortese amico et la première églogue (Ma tu, ch’al tuo cantar non men d’Orpheo...) de ses Opere toscane (Lyon, 15352) -, les écrivains Zenobi Buondelmonte et Antonio Brucioli. Tous et quelques autres figurent dans les Dialoghi della morale philosophia publiés par Brucioli à Venise en 1538. Ces fréquentations révèlent qu’il a des sympathies républicaines, à l’heure où le gouvernement des Médicis à Florence est de plus en plus contesté. Ses amis sont d’ailleurs impliqués dans une tentative avortée de renversement du gouvernement, en mai 1522. Layolle, qui est déjà établi à Lyon à cette date, peut y accueillir Alamanni et Buondelmonte, en fuite et condamnés à mort par contumace.
En 1511, le peintre Andrea del Sarto fait figurer le portrait de Layolle à côté du sien et de celui de l’architecte Jacopo Sansovino sur une fresque de l’atrium de la basilique Santissima Annunziata, qui dépeint l’adoration des Rois mages. Layolle aurait aussi été portraituré par Pier Francesco Foschi vers 1518, dans un portrait de musicien exposé à la Galerie des Offices.

### Lyon (1522-1540?)
En août 1522, Layolle est à Lyon ; il s’intègre dans la communauté florentine (essentiellement formée de banquiers, courtiers et marchands), et est organiste de l’église Notre-Dame de Confort, où les membres de la nation florentine ont leur chapelle et un orgue qu'ils y ont fait construire et dont ils ont les clés. La raison de son départ pour Lyon peu après 1518 n’est pas clairement établie ; il ne semble pas qu’elle soit liée aux démêlés politiques de ses amis, mais peut-être à sa familiarité avec la famille florentine des Guadagni, et le fait que Tommaso Guadagni, riche banquier établi à Lyon, avait en 1523 financé une nouvelle chapelle de l’église Notre-Dame de Confort pour laquelle il aurait pu souhaiter établir une musique.
La première trace qu’on a de lui dans les archives lyonnaises date de septembre 1523, la dernière en 1538 et il y est toujours qualifié d'organiste. Il fait éditer sa musique dès 1525 au plus tard, dans le Contrapunctus seu figurata musica de 1528 (préparé par ses soins et imprimé par le marchand libraire Étienne Gueynard), puis dans de nombreuses éditions musicales de Jacques Moderne, de qui il est l’éditeur, c'est-à-dire celui qui est chargé de collecter, choisir et corriger les musiques susceptibles d’être imprimées. Il est le compositeur le plus édité chez Moderne, et de loin, avec des messes, des motets, des canzoni et quelques chansons françaises.
En fait, Layolle est un des rares musiciens qu’on sait avoir eu un poste permanent d’organiste dans une des églises lyonnaises, et un de ceux (avec Philibert Jambe de fer) dont la vie à Lyon est la mieux documentée. On possède deux témoignages sur la vie de Layolle à Lyon : en 1534 il est cité dans des correspondances de Lionardo Strozzi et de Nero Capponi, qui le citent jouant fréquemment de la musique avec d’autres Florentins de Lyon, et envoyant à l’occasion de la musique à ses amis de Florence. En 1538 encore, le banquier Luigi Sostegni transmet certaines de ses compositions à Rome pour le patricien Giovanni Gaddi. De toute évidence il resta en contact avec des familles patriciennes d’Italie tout au long de sa vie. En 1537 c’est au poète Eustorg de Beaulieu de louer dans un rondeau le jardin de Layolle et de donner dans le rondeau suivant un dialogue entre lui et le musicien :
Le cinquante & sixiesme rondeau, à la louange d’ung beau petit jardin sur Saone à Lyon appartenant à Maistre Françoys Layola, tresexpert musicien & organiste.
Musiciens, prenez tous soing & cure
De venir veoir ce jardin, que Mercure
Laissa jadis quand au ciel s’en volla
A son cher filz Françoys Layola
Qui vos plaisirs et passetemps procure.
...
La date de la mort de Layolle n’est pas connue avec précision, mais la présence de la lamentation Alma felice & lieta (Per la morte de M. F. Layolle) dans les Cinquanta canzoni du musicien, imprimées vers 1540 par Moderne, montre qu’il est mort en 1540 au plus tard. Il laisse à Lyon un fils Alamanno, organiste et compositeur comme son père, qui repartira à Florence en 1565.

## Œuvres
Les œuvres complètes de Layolle sont publiées par Frank A. D’Accone, dans : Music of the Florentine Renaissance : Francesco de Layolle, Collected Works. Corpus mensurabilis musicae, volumes XXXII/3–6 (1969–73).

### Messes
- Contrapunctus seu figurata musica super plano cantu missarum solemnium totius anni. Lyon : Bernard Garnier et Guillaume Gobert pour Étienne Gueynard, août 1528. RISM 15281, Guillo 1991 no 9. Contient le propre de 13 messes solennelles, et trois motets qui sont seuls signés par Layolle. Musique à 4 voix gravée sur bois (avec un procédé en deux passes, unique en son genre). Dédicace à Bernardo Altoviti, patricien florentin établi à Lyon (Lyon : 24 août 1528).

Transcription intégrale par David A. Sutherland : The Lyons Contrapunctus (1528). Madison (WI) : A-R Editions, 1976, 2 vol. L’éditeur a montré, sur la foi de ressemblances stylistiques, que la totalité du volume peut être attribuée à Layolle.
- Trois messes sont conservées, qui exploitent à la fois les techniques du cantus firmus et de la messe-parodie : Missa Adieu mes amours à 4 et 5 voix, Missa Ces fascheux sotz à 4 voix[13] et Missa O salutaris hostia à 4 voix, toutes publiées dans la première ou la seconde édition du Liber decem missarum a praeclaris musicis contextus..., 1532 et 1540 (Pogue no 3 et 22, RISM 15328 et 1540-1), imprimées par Jacques Moderne.
- Trois autres messes sont perdues : une Missa Conditor alme syderum mentionnée dans le catalogue de Fernand Colomb (cf. Guillo 1991 no 14), et deux mentionnées dans la Prattica di musica de Lodovico Zacconi (Venise : 1592).

### Motets

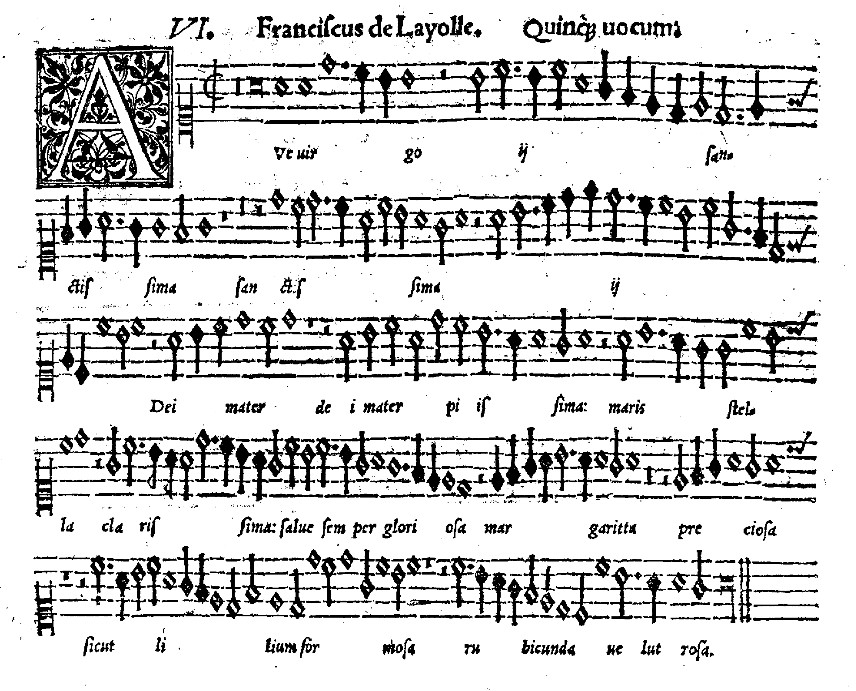
Début du motet Ave virgo Sanctissima de Layolle (Nuremberg, Georg Rhau, 1568).

La majeure part des motets de Layolle a été imprimée à Lyon autour des années 1525-1530 dans six volumes dont il ne subsiste plus que la partie de ténor d’un seul volume. Chaque volume contenait 12 motets ; ils sont cités dans le catalogue de la bibliothèque de Fernand Colomb à Séville et dans quelques autres sources moins précises.
- Francesco Layolle, [Motets à 4 et 5 voix, titre inconnu]. [Lyon : Antoine Du Ry pour Jacopo Giunta ? 1525]. Contient 12 motets dont l'un fait référence à la captivité récente de François Ier après la Bataille de Pavie. Il ne reste plus que la partie de ténor. Musique gravée sur bois (en une passe). London BL : K.8.b.7(5).

Sur l'identification et la datation de ce volume, voir Guillo 1991 no 9 (p. 219-227). Il ne s’agit probablement pas d’une édition de Moderne : Guillo 1991 l’attribue à Antoine Du Ry, probablement aux frais de Jacopo Giunta ; Pogue 1987 quant à lui l’a attribué à une première manière de Moderne.
Heureusement, quelques-uns des motets de Layolle parus à Lyon ont été repris dans des anthologies publiées à Nuremberg (chez Georg Rhaw, Johannes Petreius ou Montanus & Neuber) ; d’autres encore dans les Motetti del Fiore imprimés chez Jacques Moderne, de sorte qu’on en connaît encore trente-cinq (voir les œuvres complètes pour le détail des sources).
À ces motets s’ajoutent un livre contenant sept psaumes pénitentiaux à 4 voix, également perdu et signalé dans la bibliothèque de Fernand Colomb, mais connu grâce à des copies allemandes.
Comme dans ses messes, Layolle fait un usage épisodique du cantus firmus et des canons.

### Madrigaux
Layolle a contribué, avec d’autres compositeurs florentins (tels Francesco Corteccia, Matteo Rampollini ou Bernardo Pisano) et quelques compositeurs étrangers (Philippe Verdelot et Jacques Arcadelt notamment) à l'éclosion de la forme du madrigal en Italie. On sait que, même si sa musique n'a été imprimée qu'à partir de son séjour lyonnais, certaines de ses pièces ont trouvé place dans des manuscrits florentins avant son départ pour Lyon. Deux volumes publiés par Moderne en 1540 ou peu avant contiennent la majeure partie de ses œuvres profanes italiennes, qu’il nomme canzoni mais qui se rattachent clairement au madrigal. Les textes sont tirés des œuvres de Pétrarque, Luigi Alamanni, Nicolas Machiavel, Pietro Bembo, notamment. Quatre au moins des canzoni ont été publiées dans des volumes de madrigaux de Jacques Arcadelt jusqu’en 1625 (dont le fameux Lassar il velo), mais ont finalement été rendus à Layolle dans les dernières éditions. Quelques-unes enfin ont été réduites en tablature de luth.
- Venticinque canzoni... 1540 (Pogue 1969 no 24). De ce recueil, la pièce Vien’ dunque amor figure aussi dans le canzoniere manuscrit de Lorenzo Corsini[17].
- Cinquanta canzoni... [c. 1540] (Pogue 1969 no 23). De ce recueil, la pièce Lassar il velo figure aussi dans le canzoniere de Lorenzo Corsini et dans de nombreuses éditions du Primo libro di madrigali d’Arcadelt, sous le nom de Layolle[18]. La dernière pièce est une lamentation anonyme Per la morte de M. F. de Layolle : Alma felice & lieta...
- Trois autres madrigaux figurent dans des recueils italiens.

### Chansons
Une dizaine de chansons de sa main est imprimée dans quelques volumes du Parangon des chansons entre 1538 et 1540, parmi lesquelles deux sont des reprises de thèmes de Pierre Sandrin (Doulce mémoire, Vaincre ne peut) et une est attribué à Arcadelt dans d’autres recueils (J’ay mis mon cueur). L’une enfin (Les Bourguignons), un duo en canon, célèbre le  siège de Péronne de 1536.